# Ein Date zu dritt
Ein Date zu dritt (Three to Tango) ist eine US-amerikanische Filmkomödie aus dem Jahr 1999.

## Handlung
Der Unternehmer Charles Newman verhandelt mit den Architekten Oscar Novak und Peter Steinberg über einen Großauftrag. Newman denkt irrtümlich, Novak wäre homosexuell und Steinberg heterosexuell, obwohl es in Wahrheit genau umgekehrt ist. Er bittet ihn, sich um seine Geliebte Amy Post zu kümmern, mit der er seine Frau betrügt.
Novak besucht eine Kunstausstellung, auf der er eine umgeworfene Glasskulptur vor der Zerstörung rettet. Er und Amy gehen gemeinsam aus. Unterwegs explodiert der Motor des Taxis, mit dem sie fahren. Das in einem Restaurant verspeiste Gericht bringt sowohl Novak als auch Amy zum Erbrechen.
Novak verliebt sich in die Frau. Da er den Auftrag nicht verlieren will, spielt er einen homosexuellen Mann.
Novak wird am Ende zum Schwulen Geschäftsmann des Jahres gewählt. In seiner Dankesrede gibt er vor den Medien zu, gar nicht schwul zu sein. Newman entlässt Novak und Steinberg. Amy schlägt Oscar und – etwas später – Charles. Peter sagt, er wäre stolz auf Oscar und verabredet sich mit einem Afroamerikaner.
Oscar trifft in einem Restaurant Amy, die ihm verzeiht. Die Ehefrau von Charles Newman fordert ihn auf, Novak und Steinberg doch zu beauftragen. Anschließend soll Charles einen Tanga anziehen.

## Kritiken
James Berardinelli schrieb auf ReelViews, die letzten 15 Minuten wären „bedauernswert“ und wenig intelligent. Er schrieb weiterhin, Matthew Perry und Neve Campbell würden auf der Leinwand ein „nettes“ Paar abgeben. Berardinelli lobte die Darstellung von Oliver Platt und kritisierte die „uncharismatische“ Darstellung von Dylan McDermott.
Roger Ebert lobte in der Chicago Sun-Times vom 22. Oktober 1999 die Darstellung von Neve Campbell.